# Diaphoraspis incisa
Diaphoraspis incisa är en insektsart som beskrevs av Brimblecombe 1957. Diaphoraspis incisa ingår i släktet Diaphoraspis och familjen pansarsköldlöss. Inga underarter finns listade i Catalogue of Life.